# Thước thẳng

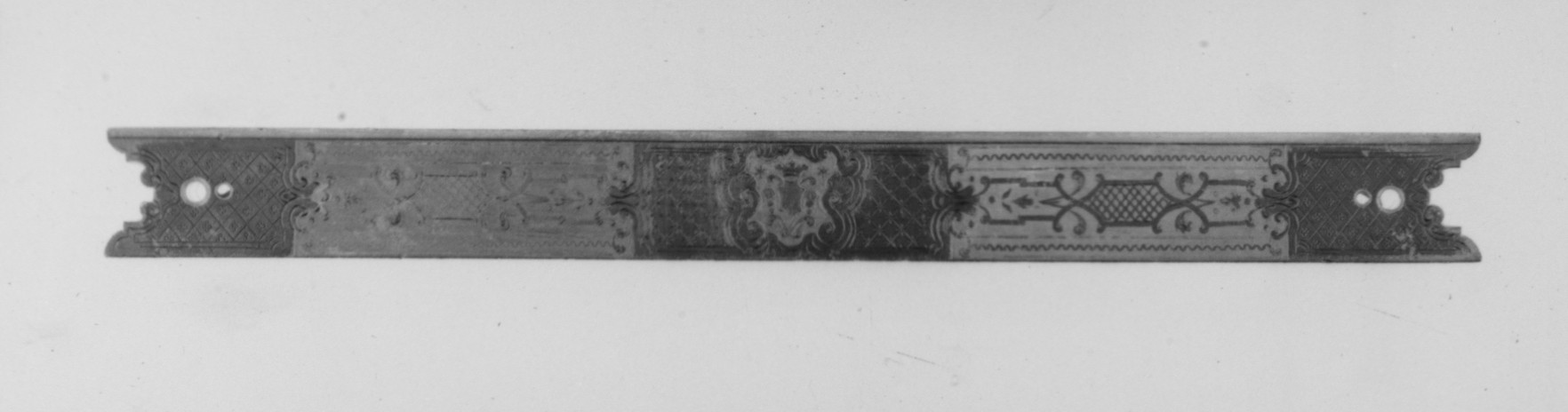

Thước thẳng không chia vạch (straightedge) hay đơn giản hơn là thước thẳng là một công cụ dùng để vẽ các đường thẳng hoặc kiểm tra tính thẳng của các đường thẳng. Đây là một công cụ cơ bản được áp dụng rộng rãi trong nhiều lĩnh vực đời sống, đặc biệt là trong hình học Euclid. Khác với thước kẻ bình thường, thước thẳng không có vạch chia. Nên không được sử dụng để đo độ dài.